# 826 Henrika
826 Henrika è un asteroide della fascia principale del diametro medio di circa 19,28 km. Scoperto nel 1916, presenta un'orbita caratterizzata da un semiasse maggiore pari a 2,7135314 UA e da un'eccentricità di 0,2026702, inclinata di 7,11249° rispetto all'eclittica.
L'origine del suo nome è sconosciuta.